# Parada de Donantes de Sangre
Donantes de Sangre es una parada de la Línea 1 del Tranvía de Jaén situada en la zona norte de la ciudad, junto al edificio de varias delegaciones de Consejerías de la Junta de Andalucía.

## Accesos
Donantes de Sangre: Avda. Doctor Eduardo García-Triviño López, 13.

## Líneas y correspondencias
| << cabecera          | < parada       | Línea | parada >              | cabecera >>   |
| -------------------- | -------------- | ----- | --------------------- | ------------- |
| Paseo de la Estación | Parada de Jaén |       | Ciudad de la Justicia | Vaciacostales |